# منتخب تشيلي لكرة القدم الشاطئية
منتخب تشيلي لكرة القدم الشاطئية (بالإسبانية: Selección de fútbol playa de Chile) هو ممثل تشيلي الرسمي في المنافسات الدولية في كرة قدم شاطئية ، يديريه اتحاد تشيلي لكرة القدم.